# مارتينا بيرغمان-أوستربرغ
كانت مارتينا صوفيا هيلينا بيرغمان-أوستربرغ (بيرغمان قبل زواجها؛ وُلدت في 7 أكتوبر 1849 وتوفيت في 29 يوليو عام 1915) مدربة تربية بدنية سويدية الولادة وناشطة مطالبة بحق النساء في التصويت، وقضت معظم حياتها العملية في بريطانيا. بعد دراسة الرياضة البدنية في ستوكهولم، انتقلت إلى لندن حيث أسست أول كلية لمدربي التربية البدنية في إنجلترا مدخلةً فيها الإناث فقط. كانت بيرغمان-أوستربرغ رائدة في مجال تعليم التربية البدنية كمادة كاملة ضمن المنهج الدراسي الإنجليزي، وذلك بالاعتماد على النمط السويدي من التمارين الرياضية (خلافًا للنمط الألماني الذي كان سائدًا في ذلك الوقت). دعت أيضًا لارتداء الفتيات لاعبات الرياضة اللباس الرياضي، ولعبت دورًا كبيرًا في تطوير رياضة كرة الشبكة خلال مراحلها الباكرة.
كانت بيرغمان-أوستربرغ ناشطة في مجال تحرر المرأة، إذ شجعت النساء بشكل مباشر على المشاركة في التعليم والرياضة، وتبرعت بالمال لمؤسسات حقوق المرأة في موطنها الأصلي (السويد). أسس عدد من تلاميذها مؤسسة لينغ، التي أصبحت لاحقًا تُعرف باسم مؤسسة التربية البدنية في المملكة المتحدة.

## نشأتها وعملها
وُلدت مارتينا بيرغمان-أوستربرغ في السابع من أكتوبر عام 1849 في بلدة هامارلوندا الزراعية في محافظة مالموهوس (وهي الآن جزء من محافظة اسكونه) السويدية. كان والداها هما المزارع كارل بيرغمان وبيتي لوندغرين، كان لديها أخَوان توفيا في عمر مبكر، وثلاثة أخوات استقرَّين خارج البلاد في النهاية. بعد الحصول على تعليم خاص في المنزل، عملت كمربية بين عامي 1870 – 1873. وبين عامي 1874 – 1877، عملت كأمينة مكتبة في إعداد موسوعة كتاب العائلة الشمالي حيث التقت زوجها المستقبلي.
في عام 1879، بدأت بمنهج مكون من سنتين لدراسة الرياضة البدنية في معهد الرياضة البدنية الملكي المركزي في ستوكهولم، إذ درست الرياضة البدنية التربوي والعلاجي. تدربت على النظام السويدي للرياضة البدنية الذي ابتكره بير هنريك لينغ. أخذتها دراسة الرياضة البدنية أيضًا إلى إنجلترا وفرنسا وألمانيا وسويسرا. تخرجت عام 1881 وانتقلت في وقت لاحق من العام إلى لندن.

## مجلس مدارس لندن
عُينت بيرغمان-أوستربرغ عام 1881 في مجلس مدارس لندن للعمل كسيدة مشرفة على التمارين الرياضية في مدارس الفتيات والأطفال. بعد أحد عشر عامًا، أمن قرار التربية الابتدائية في عام 1870 تربية ابتدائية شاملة في إنجلترا، وسمح للمدارس بالحصول على منح حكومية لتقديم التربية البدنية. لكن لم تكن التربية البدنية (أو التدريب البدني كما كان يدعى في ذلك الوقت) في ذلك الوقت تُدرس كمادة في معظم المناهج المدرسية الرسمية. كان الأطفال الذكور يتدربون على التمارين العسكرية في المدارس العامة، بينما تدرب الأطفال في المدارس الخاصة إما على التمارين ذات النمط الألماني المعتمد على استخدام الأدوات أو التمارين السويدية ذات النمط الإيقاعي الذي استخدم التمارين المبنية على التشريح والتدريبات العلاجية. كان التدريب البدني مسموحًا للفتيات في عام 1873 في ظل حكومة غلادستون، وخلال 3 سنوات أصبح إلزاميًا للفتيات في المدارس الابتدائية في مجلس مدارس لندن.
أُنشئ مركز المشرف التربوي في مجلس مدارس لندن عام 1878. بما أن أيًا من المدرسين الإنجليز لم يملك المؤهلات الكافية في ذلك الوقت، كانت السويدية كونوكورديا لوفينغ هي أولى شاغلات هذا المنصب، وتدربت مثل بيرغمان-أوستربرغ في معهد الرياضة البدنية الملكي المركزي في ستوكهولم. ساهمت في تطوير الرياضة البدنية السويدية وعرفت مدارس الفتيات عليها؛ تلقت بعد عام واحد في المنصب 600 طلب وظيفي. عندما استقالت لوفينغ من المنصب عام 1881، عُينت بيرغمان-أوستربرغ خليفة لها.
كانت بيرغمان-أوستربرغ مسؤولة عن تأهيل مدربات التربية البدنية والتأكد من كفاءتهن. دربت خلال فترة تعيينها 1312 مدرّسة على التمارين الرياضية السويدية والتشريح وعلم وظائف الأعضاء، وكانت أيضًا رائدة تطوير نظام وطني للتأهيل في مجال التربية البدنية، مدخلة إليه التمارين الرياضية السويدية كما علمها لينغ. ركزت معظم أعمالها على تدريب مدرسي الرياضة المسؤولين عن السنوات الدراسية الأولى، وقدمت التمارين الرياضية السويدية لـ 300 مدرسة تقريبًا خلال الوقت الذي قضته في المجلس المدرسي في لندن.
بحلول عام 1888، كانت التمارين الرياضية السويدية تُدرس من قبل مدرسين مؤهلين في مدارس الفتيات في كل مركز تابع لمجلس مدارس مدينة لندن. نظمت بيرغمان-أوستربرغ أيضًا عروضًا عامة لتلميذاتها وهنّ يؤدين التمارين الرياضية السويدية ويشجّعن على تعليم التربية البدنية للنساء. حضر أحد هذه العروض أمير ويلز وأميرتها، ونال الحفل استحسانًا كبيرًا من قبل الإعلام.
تحول اهتمامها في النهاية نحو تدريب النساء من الطبقة المتوسطة للعمل كمدربات تربية بدنية في المدارس الحكومية الإنجليزية. ضاقت ذرعًا بالبيروقراطية في مجلس مدارس لندن، وشعرت بأنها تضيق عليها وتمنعها من تحقيق أهدافها بشكل كامل. علقت  أيضًاعلى عدم جدوى تعليم فتيات الطبقة العاملة في لندن، ملاحِظةً أنهن يعشن في بيئة من سوء التغذية والإهمال وظروف الحياة الفظيعة.

## كلية هامبستاد
في عام 1885، أسست بيرغمان-أوستربرغ كلية ونادي هامبستاد الرياضي للتربية البدنية للسيدات خلافًا للمشورة الاقتصادية، وذلك في حي برودهرست غارندز في منطقة هامبستاد جنوب لندن. كانت هذه الكلية أولى كليات التربية البدنية في لندن، والتي قبلت النساء فقط للانضمام إليها، إذ إنها شعرت أن المدربات النساء سوف يفهمن التلميذات الفتيات بشكل أفضل. في حين كان المدربون الرجال يدرسون التربية البدنية مسبقًا في المدارس، لم تكن هناك معاهد مؤهلة لتعليم التربية البدنية للرجال في إنجلترا، لذلك اضطر هؤلاء الرجال غالبًا للسفر إلى ألمانيا أو الدنمارك أو السويد للحصول على التأهيل الرسمي.
طورت بيرغمان-أوستربرغ برنامجًا دراسيًا مكونًا من سنتين مصممًا على أساس منهج معهد الرياضة البدنية الملكي المركزي في السويد. درّست التشريح، وعلم وظائف الأعضاء، والكيمياء، والفيزياء، والنظافة، ونظرية الحركة، والرقص، والسلوك، والرياضة البدنية السويدية. علمت هذه الكلية الألعاب الرياضية الجماعية الإنجليزية أيضًا. بالرغم من أن بيرغمان-أوستربرغ لم تفهمها أبدًا بشكل كامل، فقد كانت تكن تقديرًا للاهتمام الذي يوليه الشعب الإنجليزي لهذه الرياضات، بالإضافة إلى قدرتها على تعليم «تقدير المساحة والزمن، والانضباط، والمحاكمة المنطقية، وسرعة البديهة، والتعاون» بحسب تعبيرها.
إيمانًا منها بأن النساء القادرات على تحرير الجنس الأنثوي هن من الطبقة المتوسطة، أبقت بيرغمان-أوستربرغ رسوم التسجيل مرتفعة وأعداد التلاميذ منخفضة بشكل مقصود. لم تقبل إدخال الفتيات إلا إذا تمتّعن بصفات مميزة هي الذكاء والتعليم فوق المتوسط والكفاءة في العلوم الطبيعية، بالإضافة إلى البنية الجسدية، والشخصية المتزنة، والمظهر اللائق، والحماس والاندفاع الملحوظين. تركزت أفكار بيرغمان-أوستربرغ حول تحرير المرأة على الداروينية الاجتماعية المعاصرة، معدّةً تلميذاتها الصغيرات للأمومة، أو مجهزة إياهم لتدريب نساء شابات أخريات على لعب هذا الدور، وعبرت عن هذا بقولها: «أنا أدرب فتياتي على المساعدة في نهضة جنسهن، وذلك في سبيل تسريع تطور الجنس البشري، فإذا لم تكن النساء قويات ومعافيات ونقيات ومخلصات، كيف للجنس البشري أن يتطور؟«.
حالما تنضم التلميذات إلى الكلية، تبقي بيرغمان-أوستربرغ سيطرة مطلقة على حياتهن الشخصية. منعت التلميذات من زيارة بعضهن في الغرف، مؤكدةً على قانون «إطفاء الأضواء» في توقيت مبكر، وسمحت بالحمامات الباردة فقط، ورفضت المغادرة في عطلة نهاية الأسبوع إلا في المناسبات الخاصة، وراقبت البريد الشخصي. بعد إتمام الدورة الدراسية، يصبح الحصول على عمل في مدارس الفتيات على امتداد البلاد أمرًا شبه مؤكد بالنسبة لخريجات المعهد، وذلك براتب سنوي وفير يصل إلى مئة جنيه إسترليني.
في عام 1886، تزوجت من البروفيسور في جامعة أوبسالا الدكتور إدفين بير فيلهلم أوستربرغ، وأصبحت معروفة باسم السيدة أوستربرغ بعد زواجها. على أي حال، تابعت السيدة أوستربرغ العمل في إنجلترا في حين بقي زوجها في السويد، لكنهما كانا يزوران بعضهما في الفرص التي يتيحها وقتهما.

## التطور الباكر لكرة الشبكة
تُنسب إلى مارتينا بيرغمان-أوستربرغ مساهمتها في التطور الباكر لرياضة كرة الشبكة. كانت كرة الشبكة مشتقة من كرة السلة التي اختُرعت في الولايات المتحدة عام 1891. في عام 1893، عادت بيرغمان-أوستربرغ من زيارة إلى الولايات المتحدة، وقدمت نسخة من كرة السلة بشكل غير رسمي لتلميذاتها في هامبستاد. بعد عامين، قدم محاضر أمريكي باسم الدكتور تولز (المعروف أيضًا باسم تول) هذه الرياضة بشكل أكثر رسمية للتلميذات. عدلت تلميذات بيرغمان-أوستربرغ قواعد اللعبة على مدى السنوات التالية.
أُجريت تعديلات جذرية خلال زيارة قامت بها أستاذة أمريكية أخرى، اسمها الآنسة بورتر، عام 1897، والتي قدمت قواعد من كرة السلة للسيدات في الولايات المتحدة. كانت الرياضة بحلول هذا الوقت قد حصلت على اسم جديد هو «كرة الشبكة».